# Tasilo III.
Tasilo III., zadnji bavarski vojvoda iz rodbine Agilolfingov, * okrog 741, † po 794.
Samostojno je vladal v letih 757 - 788. Pospeševal je bavarsko kolonizacijo Vzhoda in pokristjanjevanje Slovanov. Ustanavljal je samostane, med njimi Innichen in Kremsmünster. Leta 772 je krvavo zadušil upor karantanskih Slovanov. Ker se ni hotel podrediti frankovski nadoblasti, ga je dal Karel Veliki, njegov bratranec, zapreti v samostan.

## Življenjepis
Tasilo III. je bil mlajši sin bavarskega vojvode Odila in frankovske princese Hiltrude. Stric po materini strani, frankovski majordom Pipin Mali, je sedemletnega postavil za bavarskega vojvodo. Njegova regentka je bila sprva mati, po njeni smrti pa sam Pipin.
Leta 757, ko je Tasilo postal polnoleten, je prisegel zvestobo Pipinu, ki je med tem postal frankovski kralj, in njegovima sinovoma. Odtlej je moral s svojimi vojaki spremljati kralja na vojaških pohodih, kar je pomenilo stalno odsotnost od doma in ga je oviralo pri oblikovanju bavarske vojvodine. Leta 763 je na četrtem pohodu v Akvitanijo samovoljno zapustil Pipinovo vojsko in se s svojimi Bavarci vrnil domov.
Ker so bili Pipin in kasneje njegova sinova Karlman in Karel zaposleni s svojimi problemi, je Tasilo uspel ohraniti samostojnost in utrditi svojo moč na Bavarskem. Oporo je našel pri langobardskemu kralju Desideriusu, s katerega hčerko Liutbirgo se je poročil. Opat Sturmi, Bavarec in ustanovitelj samostana v Fuldi, je posredoval pri novem frankovskem kralju Karlu Velikem za strpen odnos do Tasila, kar se je dalo razumeti kot tiho priznanje bavarske neodvisnosti.
V desetletjih Tasilovega samostojnega vladanja je bavarska vladavina Agilolfingov dosegla svoj višek. Tasilo je na svojem dvoru skliceval sinode, srečanja bavarskih cerkvenih in posvetnih veljakov. Njegova oblast je iz obdonavske ravnice, območij Regensburga, Freisinga in Salzburga, segala v gozdove sosednjih pogorij, kjer so na izkrčenih območjih rasli novi samostani in nova naselja bavarskih kolonizatorjev. Od nekako leta 740 so bavarsko nadoblast priznavali tudi Karantanci, ki so bili odtlej podvrženi pokristjanjevanju. Leta 772 je Tasilo krvavo zadušil upor, ki je izbruhnil po smrti zadnjega krščenega karantanskega kneza Hotimirja.
Med tem ko se je Tasilo ukvarjal s svojo vojvodino, je Karel Veliki gradil frankovsko kraljestvo. Podredil si je nasprotnike v Franciji in na Saškem. Leta 774 je premagal langobardskega kralja Desideriusa in potem zahteval tudi podreditev Tasila. Ta je moral na državnem zboru v Wormsu pred kraljem ponovno položiti vazalsko prisego in za zagotovilo svoje zvestobe pustiti kralju 12 talcev. Kljub temu so se napetosti med Franki in Bavarci nadaljevale in leta 785 je prišlo pri Bolzanu do spopada med njimi. Kraljevo nezadovoljstvo je še povečala langobardska vstaja leta 787 v južni Italiji, ki jo je vodil Tasilov svak Arechi II., vojvoda Beneventski. Tasilo je poslal v Rim salzburškega škofa in opata samostana Mondsee, da bi pri papežu pridobila podporo zanj. A papež je stopil na Karlovo stran in Tasilu zagrozil, da ga bo izobčil, če ne bo spoštoval prisege kralju.
Po Wormsu se je Tasilo srečanju s kraljem izogibal. Ko pa so Franki v štirih naletih zavzeli Bavarsko, Tasilu ni preostalo drugega, kot pot v kraljev vojaški tabor ob Lechu. Tokrat ni zadostovala obnova vazalske prisege, ampak je bila njegova posest spremenjena v kraljevi fevd. Med talci, ki naj bi jamčili zvestobo, je bil to pot tudi njegov sin.
Oktobra 787 se je moral Tasilo tretjič podrediti kralju. Ko se je naslednje poletje skupaj z drugimi vazali pojavil na državnem zboru v Ingelheimu, so ga med zasedanjem razorožili in prijeli. Bavarski pristaši Karla Velikega so ga obdolžili veleizdaje. Obtožba, da je iskal povezavo z Avari, pa ni bila nikdar dokazana. Obsojen je bil zaradi samovoljnega odhoda iz Pipinove vojske leta 763. Obsodbo na smrt je Karel Veliki spremenil v dosmrtni zapor v samostanu.
Da bi Tasilovi obsodbi dali videz pravičnosti, so meniha Tasila leta 794 še enkrat poklicali pred državni zbor, kjer je moral izreči kesanje in se odpovedati Bavarski v svojem imenu in imenu svojih otrok. To je bil zadnji glas o njem.
Prvi opat samostana Kremsmünster je napisal Tasilov življenjepis.